# Coupe Louis-Vuitton 2007
La Coupe Louis-Vuitton 2007 s'est déroulée d'avril à juin 2007 à Valence.
Elle se déroulait tout d'abord sous la forme de deux round-robin où chacun des syndicats rencontrait l'ensemble des autres concurrents. Les quatre premiers à l'issue du deuxième round robin disputèrent les demi-finales. Le premier avait le privilège de choisir son adversaire pour celles-ci. 
Le vainqueur de Coupe Louis-Vuitton 2007, Team New Zealand a ensuite eu le privilège d'affronter le Defender de la Coupe de l'America 2007, Alinghi.

## Round Robin 1
|                   | TNZ | BMW | LUN | DES | MAS | VIC | SHO | ARE | +39 | GER | CHN | Bonus | Total |
| BMW Oracle        | 2   | x   | 2   | 0   | 2   | 2   | 2   | 2   | 2   | 2   | 2   | 3     | 21    |
| Luna Rossa        | 2   | 0   | x   | 2   | 2   | 2   | 0   | 2   | 2   | 2   | 2   | 3     | 19    |
| Team New Zealand  | x   | 0   | 0   | 2   | 0   | 2   | 2   | 2   | 2   | 2   | 2   | 4     | 18    |
| Desafío           | 0   | 2   | 0   | x   | 2   | 2   | 2   | 0   | 2   | 2   | 2   | 3     | 17    |
| Victory Challenge | 0   | 0   | 0   | 0   | 2   | x   | 2   | 2   | 2   | 2   | 2   | 2     | 14    |
| Mascalzone Latino | 2   | 0   | 0   | 0   | x   | 0   | 2   | 2   | 2   | 2   | 2   | 2     | 14    |
| Team Shosholoza   | 0   | 0   | 2   | 0   | 0   | 0   | x   | 2   | 2   | 2   | 2   | 2     | 12    |
| Areva Challenge   | 0   | 0   | 0   | 2   | 0   | 0   | 0   | x   | 2   | 2   | 2   | 1     | 9     |
| +39 Challenge     | 0   | 0   | 0   | 0   | 0   | 0   | 0   | 0   | x   | 2   | 2   | 2     | 6     |
| Team Germany      | 0   | 0   | 0   | 0   | 0   | 0   | 0   | 0   | 0   | x   | 2   | 1     | 3     |
| China Team        | 0   | 0   | 0   | 0   | 0   | 0   | 0   | 0   | 0   | 0   | x   | 1     | 1     |

## Round Robin 2
|                   | TNZ | BMW | LUN | DES | MAS | VIC | SHO | ARE | +39 | GER | CHN | Total |
| Team New Zealand  | x   | 2   | 2   | 2   | 2   | 2   | 2   | 2   | 2   | 2   | 2   | 20    |
| BMW Oracle        | 0   | x   | 2   | 2   | 2   | 2   | 2   | 2   | 2   | 2   | 0   | 16    |
| Luna Rossa        | 0   | 0   | x   | 2   | 2   | 2   | 2   | 2   | 2   | 2   | 2   | 16    |
| Desafío           | 0   | 0   | 0   | x   | 2   | 0   | 2   | 2   | 2   | 2   | 2   | 12    |
| Victory Challenge | 0   | 0   | 0   | 2   | 0   | x   | 2   | 2   | 2   | 2   | 2   | 12    |
| Mascalzone Latino | 0   | 0   | 0   | 0   | x   | 2   | 0   | 0   | 2   | 2   | 2   | 8     |
| Team Shosholoza   | 0   | 0   | 0   | 0   | 2   | 0   | x   | 2   | 0   | 2   | 2   | 8     |
| Areva Challenge   | 0   | 0   | 0   | 0   | 2   | 0   | 0   | x   | 2   | 2   | 2   | 8     |
| +39 Challenge     | 0   | 0   | 0   | 0   | 0   | 0   | 2   | 0   | x   | 2   | 2   | 6     |
| Team Germany      | 0   | 0   | 0   | 0   | 0   | 0   | 0   | 0   | 0   | x   | 2   | 6     |
| China Team        | 0   | 2   | 0   | 0   | 0   | 0   | 0   | 0   | 0   | 0   | x   | 2     |

À l'issue du deuxième Round Robin, le classement est le suivant :
| Rang | Syndicat                           | Points    |
| 1er  | Emirates Team New Zealand          | 38 points |
| 2e   | BMW Oracle Racing                  | 37 points |
| 3e   | Luna Rossa Challenge               | 35 points |
| 4e   | Desafío Español 2007               | 29 points |
| 5e   | Victory Challenge                  | 26 points |
| 6e   | Mascalzone Latino - Capitalia Team | 22 points |
| 7e   | Team Shosholoza                    | 20 points |
| 8e   | Areva Challenge                    | 17 points |
| 9e   | +39 Challenge                      | 12 points |
| 10e  | United Internet Team Germany       | 5 points  |
| 11e  | China Team                         | 2 points  |

## Demi-finales
Les demi-finales se déroulent en cinq régates gagnantes.
Elles opposèrent :
Emirates Team New Zealand - Desafío Español 2007
BMW Oracle Racing - Luna Rossa Challenge
Régates:
- 14 mai
  - Emirates Team New Zealand bat Desafío Español 2007 de 43 s
  - Luna Rossa Challenge bat BMW Oracle Racing de 2 min 19 s

- 15 mai
  - Emirates Team New Zealand bat Desafío Español 2007 de 40 s
  - BMW Oracle Racing bat Luna Rossa Challenge de 13 s

- 16 mai
  - Desafío Español 2007 bat Emirates Team New Zealand de 1 min 14 s
  - Luna Rossa Challenge bat BMW Oracle Racing de 31 s

- 18 mai
  - Emirates Team New Zealand bat Desafío Español 2007 de 42 s
  - Luna Rossa Challenge bat BMW Oracle Racing de 23 s

- 19 mai
  - Emirates Team New Zealand bat Desafío Español 2007 de 1 min 49 s
  - Luna Rossa Challenge bat BMW Oracle Racing de 1 min 57 s

- 20 mai
  - Desafío Español 2007 bat Emirates Team New Zealand de 15 s
  - Luna Rossa Challenge bat BMW Oracle Racing de 33 s

- 23 mai
  - Emirates Team New Zealand bat Desafío Español 2007 de 1 min 18 s

Luna Rossa Challenge et Emirates Team New Zealand sont qualifiés pour la finale.

## Finale
Elle a opposé Emirates Team New Zealand et Luna Rossa Challenge. Emirates Team New Zealand a gagné 5-0 :
- 1er juin
  - Emirates Team New Zealand bat Luna Rossa Challenge de 8 s

- 2 juin
  - Emirates Team New Zealand bat Luna Rossa Challenge de 40 s

- 3 juin
  - Emirates Team New Zealand bat Luna Rossa Challenge de 1 min 38 s

- 5 juin
  - Emirates Team New Zealand bat Luna Rossa Challenge de 52 s

- 6 juin
  - Emirates Team New Zealand bat Luna Rossa Challenge de 22 s

Emirates Team New Zealand est qualifié pour la Coupe de l'America 2007.